# Lee Chun-heon
Lee Chun-heon, in lingua coreana 이춘헌, (9 maggio 1980), è un pentatleta sudcoreano.

## Palmarès
In carriera ha conseguito i seguenti risultati:
- Mondiali:

Mosca 2004: argento nel pentathlon moderno individuale e bronzo staffetta a squadre.